# Particella pronominale
Le particelle pronominali sono elementi grammaticali con funzione di pronome, prive di un accento autonomo, che si appoggiano quindi ad altre parole per poter essere utilizzate. Per questa ragione vengono definite anche pronomi clitici.
Questi pronomi sono sempre legati sintatticamente al verbo, seguendolo o precedendolo, a seconda che il verbo sia di modo finito o meno. Non possono essere separati dal verbo da alcun elemento tonico, né possono essere usati da soli in forma isolata.

## Pronomi oggetto e oggetto indiretto
Le particelle pronominali possono svolgere principalmente la funzione di oggetto o di oggetto indiretto all'interno della frase.
Le particelle pronominali (o pronomi clitici) con funzione di oggetto sono: mi, ti, lo/la, ci, vi, li/le.

Di seguito alcuni esempi del loro uso:
Prendimi sul serio.
Amati un po' di più.
Guardalo! / Guardala! È orribile!
Amateci per come siamo.
Prendetevi meno sul serio.

Amateli e amatele per come sono.
Le particelle pronominali (o pronomi clitici) con funzione di oggetto indiretto sono: mi, ti, gli/le, ci, vi, gli/loro.

Esempio:

Prendimi un bicchiere d'acqua.
Nella lingua parlata spontanea, molto spesso gli sostituisce le e loro in questi funzioni.

## Pronomi locativi
Ci e vi possono avere anche funzione di pronomi locativi. L'uso di vi come pronome locativo è molto formale e prevalente nell'italiano scritto.
Esempi:
Ci ho messo tutti i miei risparmi (nel conto corrente) 

Vi ho scritto tutto quello che penso (nel diario). 

## Uso partitivo
La particella ne ha un uso partitivo e si usa in tutti i fenomeni di focalizzazione.
Ci sono le mele, se ne vuoi una.

Manzoni, ne ho sentito parlare anche troppo durante il liceo!